# Sân bay quốc tế Long Động Bảo Quý Dương
Sân bay quốc tế Long Động Bảo Quý Dương (贵阳龙洞堡国际机场) (IATA: KWE, ICAO: ZUGY) nằm ở Quý Dương, Quý Châu, Trung Quốc. Sân bay gồm 12 cửa passenger và một khu mua sắm hàng lưu niệm khá lớn.

## Các hãng hàng không và điểm đến
| Hãng hàng không           | Các điểm đến |
| ------------------------- | --- |
| Air China                 | Bắc Kinh-Thủ đô, Thành Đô, Quảng Châu, Hàng Châu, Lijiang, Thượng Hải-Phố Đông, Thâm Quyến, Thiên Tân, Ôn Châu |
| Beijing Capital Airlines  | Bangkok-Suvarnabhumi, Hải Khẩu, Hàng Châu, Tế Nam, Lijiang, Nam Kinh, Tam Á, Tây An, Yichang |
| Chengdu Airlines          | Thành Đô, Phúc Châu |
| China Eastern Airlines    | Trường Sa, Côn Minh, Lanzhou, Nanchang, Nam Kinh, Ninh Ba, Thượng Hải-Hồng Kiều, Thượng Hải-Phố Đông, Wuxi |
| China Express Airlines    | Beihai, Bijie, Thành Đô, Trùng Khánh, Phúc Châu, Lanzhou, Liping, Luzhou, Wuzhou, Xingyi |
| China Southern Airlines   | Bắc Kinh-Thủ đô, Trường Xuân, Trường Sa, Thành Đô, Trùng Khánh, Đại Liên, Quảng Châu, Hàng Châu, Cáp Nhĩ Tân, Côn Minh, Lanzhou, Nam Kinh, Ninh Ba, Osaka-Kansai, Phuket, Thanh Đảo, Thượng Hải-Hồng Kiều, Thượng Hải-Phố Đông, Shantou, Thẩm Dương, Thâm Quyến, Đài Bắc-Đào Viên, Taiyuan, Urumqi, Ôn Châu, Vũ Hán, Hạ Môn, Trịnh Châu, Zhuhai |
| Colorful Guizhou Airlines | Bijie, Ninh Ba, Thiên Tân, Zhuhai |
| Fuzhou Airlines           | Trường Sa, Phúc Châu |
| Hainan Airlines           | Bắc Kinh-Thủ đô, Đại Liên, Quảng Châu, Hải Khẩu, Hàng Châu, Tam Á, Thâm Quyến, Vũ Hán, Trịnh Châu |
| Hebei Airlines            | Shijiazhuang, Tây An |
| Hong Kong Airlines        | Hong Kong |
| Jetstar Asia Airways      | Singapore |
| Jiangxi Air               | Nanchang |
| Juneyao Airlines          | Trường Sa, Hàng Châu, Lijiang, Thanh Đảo, Thượng Hải-Hồng Kiều, Thâm Quyến, Ôn Châu |
| Korean Air                | Jeju, Seoul-Incheon |
| Kunming Airlines          | Côn Minh, Yangzhou |
| Loong Airlines            | Hàng Châu, Wanzhou |
| Lucky Air                 | Thành Đô, Côn Minh, Lijiang, Nam Kinh, Xuzhou, Zhaotong |
| New Gen Airways           | Bangkok-Don Mueang, Krabi |
| Okay Airways              | Trường Sa, Thiên Tân |
| Qingdao Airlines          | Thanh Đảo |
| Shandong Airlines         | Đại Liên, Tế Nam, Thanh Đảo, Vũ Hán, Tây An, Hạ Môn, Yantai, Trịnh Châu |
| Shanghai Airlines         | Thượng Hải-Hồng Kiều, Thượng Hải-Phố Đông |
| Shenzhen Airlines         | Trường Sa, Đại Liên, Cáp Nhĩ Tân, Hợp Phì, Nam Kinh, Thâm Quyến, Wuxi |
| Sichuan Airlines          | Thành Đô, Hàng Châu, Cáp Nhĩ Tân, Hợp Phì, Côn Minh, Lanzhou, Quanzhou, Tam Á, Ôn Châu, Xuzhou |
| Sky Wings Asia Airlines   | Thuê chuyến theo mùa: Siem Reap |
| Spring Airlines           | Nagoya-Centrair, Thượng Hải-Hồng Kiều |
| Tianjin Airlines          | Hải Khẩu, Hohhot, Liupanshui, Liuzhou, Nam Ninh, Qionghai, Tam Á, Shantou, Taiyuan, Thiên Tân, Tongren, Tây An, Yulin, Zhanjiang |
| Tibet Airlines            | Thành Đô |
| Vietnam Airlines          | Thuê chuyến theo mùa: Nha Trang, Đà Lạt, Đà Nẵng |
| West Air                  | Tế Nam, Nam Kinh, Trịnh Châu |
| Xiamen Airlines           | Phúc Châu, Hàng Châu, Nanchang, Quanzhou, Thiên Tân, Hạ Môn |
| Yangtze River Express     | Thượng Hải-Phố Đông |
| Jetstar Pacific Airlines  | Thuê chuyến: Nha Trang |